# Pizzino

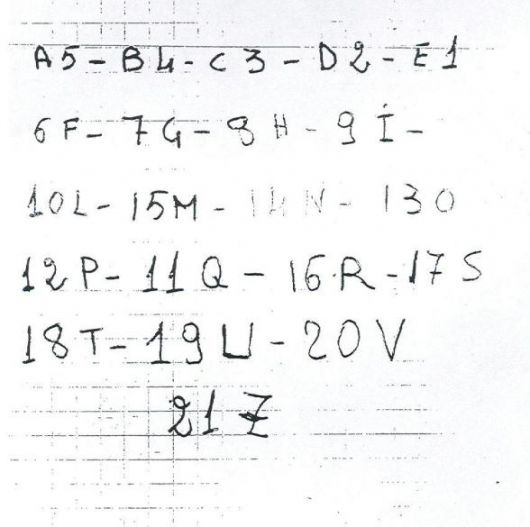
Handschriftlicher Schlüssel von Bernardo Provenzano mit einem um fünf Buchstaben versetzten Alphabet zum Codieren von Geheimtexten

Pizzino (Plural: Pizzini; sizilianisch pizzinu, deutsch Zettelchen) ist im Italienischen eine Bezeichnung für eine weiterzugebende schriftliche Notiz. Dies kann eine Arbeitsanweisung zwischen Kollegen, aber auch ein Einkaufszettel sein.
Neben der gewöhnlichen Verwendung dieses Wortes hat es inzwischen eine negative Konnotation erhalten, nämlich vor allem für codierte oder uncodierte Papierstreifen, die innerhalb der sizilianischen Mafia, der Cosa Nostra, kursieren. Darin ging es von der harmlosen „Erlaubnis zu heiraten, über verklausulierte Todesurteile, bis hin zur schlichten Feststellung, wer wen unterstützt“. Elektronische Kommunikation war wegen ihrer nicht zu gewährleistenden Abhörsicherheit tabu. Mehrfach geschahen Attentate, Ausbrüche aus Gefängnissen und andere Straftaten nachweislich mithilfe von Pizzini. Die Entschlüsselung dieser geheimen Botschaften Anfang der 2000er Jahre führte zu zahlreichen Festnahmen durch die Polizei. Eine Schlüsselfigur war dabei der jahrzehntelang flüchtige Pate Bernardo Provenzano, dessen Festnahme den Fahndern am 11. April 2006 nahe Corleone gelang. Provenzano verwendete die symmetrische Caesar-Verschlüsselung, bei der die Bedeutung der einzelnen Buchstaben um eine bestimmte Anzahl von Stellen verschoben wird.
Einer der ranghöchsten Mafiosi, die durch die Verwendung der Pizzini dingfest gemacht werden konnten, war Vito Gondola. Er wurde dabei beobachtet, wie er Zettel unter Steine legte, die nach telefonischen Hinweisen wie „Die Schafe können geschoren werden“ oder „Der Ricotta ist fertig“ von anderen abgeholt wurden.
Eineinhalb Jahre später ging den Behörden durch die Verwendung dieser Zettelchen auch Salvatore Lo Piccolo ins Netz. Ein weiterer, 2023 gefasster Mafia-Boss war Matteo Messina Denaro, der die Hälfte seines Lebens in Verstecken verbrachte. Er war es auch, der das Kommunikationssystem verbesserte. Offensichtlich sah er, wie sich die Schlinge der Ermittlungen enger zog, als er Verbesserungen in der Handhabung der Pizzini befahl. So sollten die Zettelchen sofort nach dem Lesen vernichtet werden und eine Antwort musste innerhalb von zwei Wochen erfolgen. Die Zettel wurden mit denkbar kleiner Schrift per Hand beschrieben, eng zusammengefaltet und mit Klebeband zusammengepresst, sodass sie beim Versand aussahen wie kurze Zigaretten.
Über lange Zeit verstand es die Cosa Nostra, sich mithilfe der Pizzini unbemerkt auszutauschen, insbesondere an Orten, an denen sie abgehört wurde oder werden konnte. Die Pizzini gingen absichtlich durch viele Hände, um den Weg vom Absender zum Adressaten zu verschleiern und die Ermittlungsbehörden abzuschütteln. Die Vielzahl der abgefangenen Pizzini, die immer nach demselben Code chiffriert waren, führte schließlich zum Erfolg der Polizei: Nachdem sie ausreichend viele Pizzini gesammelt hatte, konnte sie den Code schnell entschlüsseln und die beteiligten Personen gerichtsfest identifizieren.
Wegen der teils eigenwilligen Orthographie gab es innerhalb des Clans auch Streit. Provenzano schrieb auf Grundschulniveau und verwechselte beispielsweise die Buchstaben „t“ und „d“ sowie „g“ und „c“ – ganz so, wie er in seinem sizilianischen Dialekt sprach. Dies führte gelegentlich zu Missverständnissen, tat seinem Anspruch auf die Führungsrolle innerhalb des Clans aber keinen Abbruch, sondern trug womöglich zu seiner Tarnung als international agierender Geschäftsmann bei. Provenzanos langjähriger Assistent Pino Lipari, der schon früh verhaftet wurde, beschwerte sich bei einem Haftbesuch seines Sohnes Arturo bei diesem, er übertrage nicht alle seine Anweisungen auf die Pizzini. Arturo antwortete darauf, sein Vater habe zu viele Ave Marias im Text verwendet, es seien einige grammatikalische Fehler zu verbessern gewesen und einige Ausdrücke seien veraltet. Die britische Journalistin und Mafia-Expertin Clare Longrigg vermutet, dass sich Lipari mit diesen bewussten Falschschreibungen entweder bei seinem Chef anbiedern oder die Polizei auf die falsche Fährte führen wollte, sie habe es mit einem Analphabeten zu tun.
Seit der ersten spektakulären Festnahme fand das Wort Pizzino Eingang in die öffentliche italienische Berichterstattung. Über diesen Weg kam der Begriff für kurze Nachrichten zwischen den Abgeordneten – offenbar scherzhaft – ins römische Parlament. Seit 2010 ist ein Set mit kleinen weißen Zettelchen mit dem Markennamen Pizzini im Handel. Der Papierhersteller aus Fabriano wird angeblich auch von der Mafia kontrolliert.